# Kombai
För den indiska hundrasen Kombai, se Combai.
Kombai, ett jägar- och samlarfolk som är en del av urbefolkningen i Papua Nya Guinea. Folkgruppen omfattar cirka 4 000 individer (2014). Majoriteten bor isolerade i trädkojor som förutom att de ger skydd mot värme och myggor även gör att de undkommer översvämningar och konflikter.

## Samhälle
Männen använder pilbåge vid jakten där bytet utgörs av kasuar, vildsvin och pungdjur. Grisar  tämjs, dock för rituellt bruk. Basfödan utgörs av stärkelse från sagopalmer, vilken kvinnorna utvinner från träden. Från trädet kommer även Kombai-delikatessen sagoparven. Matlagning sker utan kärl, istället används en metod med uppvärmda stenar.

## Traditioner
År 2014 verkade stammen fortfarande tillämpa kannibalism. Det användes då som bestraffning då de som dödades och sedan åts var män som antogs vara häxor, Khakhua-Kumu. Traditionen bygger på tron att Khakhua-Kumu äter sina offers själar och att de därför måste dödas och ätas i gengäld. Man äter då hjärnan och organ i magen eftersom Kombai menar att själen ligger där. 
Bland andra traditioner kan nämnas att de använder törnar från sagopalmer som utsmyckning av näsan samt att männen vänder på sin penis. Denna procedur verkar innebära att penisen trycks tillbaka i kroppen och att man därefter lindar in det som finns kvar i ett löv.